# Joachim Xavier Curado
Joaquim Xavier Curado, I conte di São João das Duas Barras, (Pirenópolis, 2 dicembre 1746 – Rio de Janeiro, 15 settembre 1830), è stato un militare e politico brasiliano. Fu governatore di Santa Catarina e si distinse come militare nelle guerre contro gli spagnoli, e in seguito contro le truppe di José Gervasio Artigas durante l'invasione luso-brasiliana della Provincia Orientale.

## Biografia
Nato a Pirenópolis, nello Stato del Goiás, Joaquim Xavier Curado si trasferì presto a Rio de Janeiro, dove all'età di 21 anni entrò nell'esercito portoghese. Nel 1776 partecipò com il grado di capitano alla riconquista della città di Rio Grande, caduta in mani spagnole.
Fu in seguito incaricato dal viceré Luís de Vasconcelos e Sousa di guidare la difesa degli abitanti della Serra da Mantiqueira dagli indigeni, incarico nel quale mostrò le sue doti strategiche. Inviato in missione in Europa, fu in seguito catturato da corsari francesi e tenuto prigioniero a Bayonne.
Raggiunto il grado di colonnello, fu designato governatore di Santa Catarina, carica che occupò tra il 1800 e il 1805. Promosso maresciallo di campo nel 1808, Curado fu inviato in missione diplomatica nel Río de la Plata. Dopo la rivoluzione di Maggio tornò nel Rio Grande do Sul per mettersi a disposizione del governatore Diogo de Souza; nel 1811 guidò una delle due colonne portoghesi che invasero la Banda Oriental con la scusa di dare appoggio al viceré spagnolo Francisco Javier de Elío, assediato a Montevideo dagli indipendentisti.
Durante l'invasione luso-brasiliana della Provincia Orientale Curado fu posto al comando della colonna più settentrionale dell'esercito del Regno Unito di Portogallo, Brasile e Algarve; mantenne tale responsabilità per tutta la durata del conflitto, tra il 1815 e il 1820, sostituito brevemente dal marchese di Alegrete tra il dicembre 1816 e il gennaio dell'anno successivo.
Dopo il conflitto tornò a Rio de Janeiro, dove fu nominato consigliere di guerra. Nel 1822, nel corso del processo di indipendenza del Brasile, comandò le forze fedeli a Pietro I contro le truppe del generale Jorge Avilez; il 15 settembre 1830 Curado morì nella capitale del nuovo impero.